# Pteris dayakorum
Pteris dayakorum är en kantbräkenväxtart som beskrevs av Roland Napoléon Bonaparte. Pteris dayakorum ingår i släktet Pteris och familjen Pteridaceae. Inga underarter finns listade.